# Michotamia
Michotamia is een vliegengeslacht uit de familie van de roofvliegen (Asilidae).

## Soorten
- M. analis Macquart, 1838
- M. annulata Bigot, 1878
- M. assamensis Joseph & Parui, 1995
- M. aurata (Fabricius, 1794)
- M. carmichaeli (Bromley, 1935)
- M. coarctata (Macquart, 1855)
- M. compedita (Wiedemann, 1828)
- M. cothurnata (Bigot, 1875)
- M. deceptus Scarbrough & Hill, 2000
- M. demeijerei Oldroyd, 1975
- M. fuscifemorata Joseph & Parui, 1984
- M. indiana Joseph & Parui, 1981
- M. latifascia (Walker, 1857)
- M. macquarti Joseph & Parui, 1984
- M. minor (Meijere, 1911)

- M. nigra (Meijere, 1911)
- M. praeacuta (Wulp, 1898)
- M. pruthii Joseph & Parui, 1987
- M. scitula (Walker, 1859)
- M. setitarsata Schiner, 1867
- M. siamensis Tomosovic & Grootaert, 2003
- M. subnigra Scarbrough & Hill, 2000
- M. triangulum (Wulp, 1872)
- M. vulpina (Bigot, 1875)